# كلينت غرانت
كلينت غرانت (بالإنجليزية: Clint Grant)‏ (و. 1916 – 2010 م) هو مصور، ومصور أخبار من الولايات المتحدة الأمريكية .

## التعليم
تعلم في جامعة فاندربيلت.